# Bergsippa
Bergsippa (Pulsatilla montana) är en växtart i släktet pulsatillor och familjen ranunkelväxter.

## Underarter
Arten delas in i följande underarter:
- P. m. balkana
- P. m. bulgarica
- P. m. jankae
- P. m. montana
- P. m. olympica
- P. m. slaviankae